# Aribba
Aribba (in greco antico: Ἀρρίβας, Ἄρρυβας, Ἀρύυβας o Θαρρύτας?; 373 a.C. – 319 a.C.) fu re dei Molossi in Epiro dal 357 al 343 a.C..
Figlio di Alceta, regnò dapprima con il fratello Neottolemo I e poi autonomamente; ma, ostile a Filippo II, fu cacciato in Grecia. Ebbe un figlio, Eacide.